# Согдийска област
Согдийска област (на таджикски: Вилояти Суғд) е една от 5-те административно-териториални единици на Таджикистан. Площ 25 400 km² (3-то място по големина в Таджикистан, 17,96% от нейната площ). Население на 1 януари 2019 г. 2 508 500 души (2-ро място по население в Таджикистан, 28,68% от нейното население). Административен център град Ходжент (бивш Ленинабад). Разстояние от Душанбе до Ходжент 363 km.

## Историческа справка
Най-старите градове в Согдийска област са Ходжент и Истаравшан, съществували още от 5-и и 6 век пр. Хр. Първите исторически сведения за град Канибадам са от 712 г. Останалите 5 града в областта са признати за такива по време на съветската власт от 1952 г. до 1963 г., а най-младият е Истиклол (от 1993 г.). Първоначално Согдийска област е образувана на 27 октомври 1939 г. под името Ленинабадска област. На 28 март 1962 г. областта е закрита и районите ѝ преминават под централно републиканско подчинение. На 23 декември 1970 г. Ленинабдска област вторично е образувана в старите си граници, а на 10 ноември 2000 г. е преименувана на Согдийска област.

## Географска характеристика
Согдийска област заема най-северната част на Таджикистан. На запад, север и североизток граничи с Узбекистан, на изток – с Киргизстан, а на юг – с районите с републиканско подчинение. В тези си граници заема площ от 25 400 km² (3-то място по големина в Таджикистан, 17,96% от нейната площ). Дължина от югозапад на североизток 300 km, ширина от запад на изток от 30 до 280 km.
Северните части на областта са заети от Кураминския хребет (височина до 3769 m) и масива Моголтау (до 1624 m), които са части от планинската система на Тяншан. В южната част се простират хребетите Туркестански (връх Пирамидални 5509 m, 39°33′57″ с. ш. 70°13′16″ и. д. / 39.565833° с. ш. 70.221111° и. д.), Зеравшански (до 5489 m) и Хисарски (северния склон, до 4643 m), принадлежащи към Хисаро-Алайската планинска система. Между Кураминския и Туркестанския хребет лежи западната част на Ферганската котловина, която се пресича от река Сърдаря. Туркестанския и Зеравшанския хребет са разделени от Зеравшанската долина.
Климатът на областта е континентален, сух. Зимата в равнинните части е мека (средна януарска температура -1,1 °C), а лятото е горещо (средна юлска температура 28 °C). годишна сума на валежите 150 mm, на места до 300 mm с максимум предимно през пролетта и зимата. Понякога духат горещи сухи ветрове. В планините на височина около 1000 m е прохладно (средна януарска температура -4 °C, средна юлска 26 °C), валежите са над 400 mm, а на височина 2500 m средната януарска температура е -9 °C, средна юлска 15 °C, валежи до 800 mm.
Най-големите реки са: Сърдаря с притоците си Исфара, Ходжабакиргам, Аксун и др. и Зеравшан (води началото си от едноименен ледник с дължина 25 km) с притоците си Фандаря, Кщут, Магиан и др. Всичките реки имат снежно-ледниково подхранване, притежават големи хидроенергийни запаси и водите им се използват за напояване. Най-големите езера са Искандеркул (в Хисарския хребет) и Оксукон (в северната част на областта и е известно с лечебната си тиня).
В равнините почвите са светлосиви, в планините – тъмносиви, кестеняви, планинско-горски и планинско-ливадни. Растителността в ниските равнинни части е пустинно-степна (пелин, камилски бодил), а по долините на реките – галерийна. Склоновете на хребетите на височина до 1000 m са заети от пелиново-солянкови или пелиново-тревисти степи, на височина 1500 – 1700 m и нагоре – тревисти планински степи, като се срещат малки гори съставени предимно от дървовидна арча (вид средноазиатска хвойна) и храсти. По-нагоре се разполагат отделни участъци от типчакови и типчаково-коилови планински степи, а от 2500 – 3000 m височина – субалпийски и алпийски пасища. Бозайниците са представени от лисица караганка, заек, язовец, сибирски козирог, снежен барс и др., птиците – фазан, планинска пуйка (улар) и др.

## Население
На 1 януари 2019 г. населението на Согдийска област е наброявало 2 508 500 души (28,68% от населението на Таджикистан). Гъстота 98,76 души/km². Градско население 24,7%. Етнически състав: таджики 84,0%, узбеки 14,76%, киргизи 0,58%, руснаци 0,40% и др.

## Административно-териториално деление
В административно-териториално отношение Согдийска област се дели на 14 административни района, 8 града, всичките с областно подчинение и 23 селища от градски тип.
| Административна единица    | Площ (km²) | Население (2018 г.) | Административен център | Население (2018 г.) | Разстояние до Ходжент (в km) | Други градове и сгт с районно подчинение                         |
| -------------------------- | ---------- | ------------------- | ---------------------- | ------------------- | ---------------------------- | ---------------------------------------------------------------- |
| Град с областно подчинение |            |                     |                        |                     |                              |                                                                  |
| 1. Бустон                  | ?          | 33 200              | гр. Бустон             | 33 200              | 10                           | Палас                                                            |
| 2. Гулистон                | ?          | 65 900              | гр. Гулистон           | 17 700              | 15                           | Адрасман, Зорнисор, Кансай, Наугарзан, Сърдарински, Чорух-Дайрон |
| 3. Истаравшан              | 134        | 64 600              | гр. Истаравшан         | 64 600              | 79                           |                                                                  |
| 4. Истиклол                | ?          | 17 300              | гр. Истиклол           | 17 300              | 50                           |                                                                  |
| 5. Исфара                  | 832        | 50 700              | гр. Исфара             | 50 700              | 114                          |                                                                  |
| 6. Канибадам               | 67         | 52 200              | гр. Канибадам          | 52 200              | 83                           |                                                                  |
| 7. Пенджикент              | ?          | 42 800              | гр. Пенджикент         | 42 800              | 313                          |                                                                  |
| 48. Ходжент                | 285        | 181 600             | гр. Худжанд            | 1 181 600           | -                            |                                                                  |
| Административен район      |            |                     |                        |                     |                              |                                                                  |
| 1. Айнински                | 5159       | 89 200              | сгт Айни               | 12 131              | 205                          | Зарафшон                                                         |
| 2. Ащски                   | 2786       | 151 600             | сгт Шайдон             | 16 100              | 134                          |                                                                  |
| 3. Гафуровски              | 2652       | 347 400             | сгт Гафуров            | 20 300              | 11                           |                                                                  |
| 4. Горноматчински          | 3723       | 22 800              | с. Мехрон              | ?                   | 252                          |                                                                  |
| 5. Деващички               | 1589       | 154 300             | сгт Гончи              | 11 800              | 69                           |                                                                  |
| 6. Джабар-Расуловски       | 329        | 125 000             | сгт Мехробод           | 14 100              | 17                           |                                                                  |
| 7. Зафаробаоски            | 441        | 67 400              | сгт Зафарабад          | 17 200              | 88                           | Мехнатобод, Пахтакорон                                           |
| 8. Истаравшенски           | 763        | 185 600             | гр. Истаравшан         |                     | 79                           |                                                                  |
| 9. Исфарински              | 881        | 204 500             | гр. Исфара             |                     | 114                          | Ким, Нефтеабад, Шураб                                            |
| 10. Конибодомски           | 829        | 180 300             | гр. Канибадам          |                     | 83                           |                                                                  |
| 11. Матчински              | 1000       | 113 400             | сгт Бустон             | 12 800              | 54                           | Обшорон, Сугдийон                                                |
| 12. Пенджикентски          | 3700       | 237 200             | гр. Пенджикент         |                     | 313                          |                                                                  |
| 13. Спитаменски            | 497        | 128 700             | сгт Навкент            | 16 900              | 30                           |                                                                  |
| 14. Шахристонски           | 1140       | 38 500              | с. Шахристон           | 16 295              | 106                          |                                                                  |